# Union progressiste (Brésil)
Pour les articles homonymes, voir Union progressiste.
La fédération Union progressiste (União Progressista, abrégé en UP) est une coalition politique brésilienne du Centrão (Centre droit à droite), fondée le 29 avril 2025 et composée d'Union Brésil et Progressistas, afin de mener la campagne des élections de 2026.
La coalition réunit deux partis héritiers de l'Alliance rénovatrice nationale (ARENA), un parti qui a soutenu la dictature militaire (1964-1985), et le Parti démocratique social lors du retour au multipartisme.

## Historique

### Genèse de la coalition et négociations
Depuis 2022, UNIÃO et Progressistas négocient une éventuelle fusion ou fédération. À l'époque, la réélection d'Arthur Lira (PP), à la présidence de la Chambre des députés était une motivation pour la fusion entre les deux partis. 
Cependant, cet évènement est l'une des raisons de l'abandon de la création de la coalition, puisque Luciano Bivar, président d'UNIÃO, était également candidat à la présidence de la Chambre. Arthur Lira a été réélu et l'idée de coalition est abandonnée, en plus des impasses politiques dans les États de Maranhão, Minas Gerais, Pernambuco, Rio de Janeiro, Paraíba, Paraná et São Paulo ont aboutit à l'échec des négociations en 2023. 
Malgré cela, la proposition différait des autres fédérations formées en ne visant pas à surmonter les clauses de pourcentages électoraux, mais plutôt à surmonter les différents conflits pour certaines fonctions au Congrès national et le financement des deux partis. 
Cependant, à l'initiative de Ciro Nogueira, président du PP et favorable à la coalition depuis 2022, les négociations reprennent à partir de décembre 2023 et avec l'élection d'Antonio Rueda à la présidence d'UNIÃO, favorable à la coalition. À partir de 2023, les négociations incluent le parti REPUBLICANOS. Néanmoins, la participation et les négociations ont été plus réticentes, avec peu de déclarations officielles des dirigeants du parti sur le sujet, malgré leurs participations aux réunions des négociations.

### Création de la fédération
Les négociations se sont intensifiées début 2025, un an avant les élections présidentielles et parlementaires de 2026, afin de remédier aux impasses dans les scénarios politiques étatiques et municipaux. En raison de ces conflits locaux, les députés fédéraux de REPUBLICANOS ont rejeté le ralliement à la fédération en février 2025.
Le 18 mars 2025, les présidents des deux partis font approuver l'accélération de la négociation pour la création de la fédération. Le 28 avril, les deux partis annoncent la création de la fédération de l'Union progressiste et organisent une cérémonie de création le lendemain, le 29 avril, dans la grande salle de la Chambre des députés,,.  
À la création de la fédération, les deux partis décident que la présidence est partagée entre Antônio Rueda (UNIÃO) et Ciro Nogueira (PP) jusqu'en décembre 2025, date à laquelle une présidence sera élue.

## Composition
| Parti | Parti | Parti                | Idéologie                                    | Dirigeant     |
| ----- | ----- | -------------------- | -------------------------------------------- | ------------- |
|       |       | Union Brésil (UNIÃO) | Libéral-conservatisme Libéralisme économique | Antônio Rueda |
|       |       | Progressistas (PP)   | National-conservatisme Libéral-conservatisme | Ciro Nogueira |

## Présidents

Antônio Rueda, président d'Union Brésil
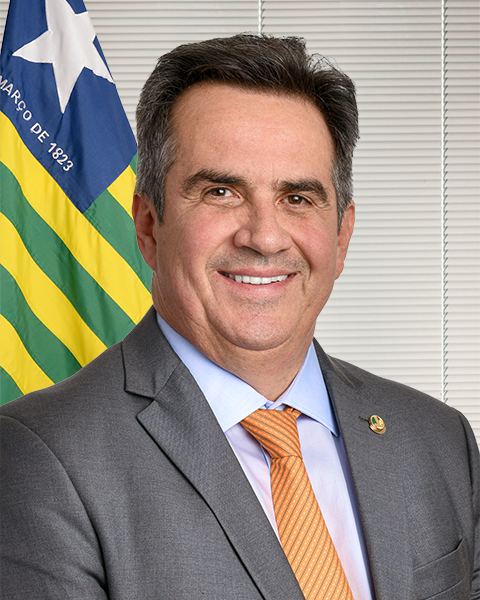
Ciro Nogueira, président de Progressistas